# Notizie de' Professori del Disegno, Da Cimabue in qua

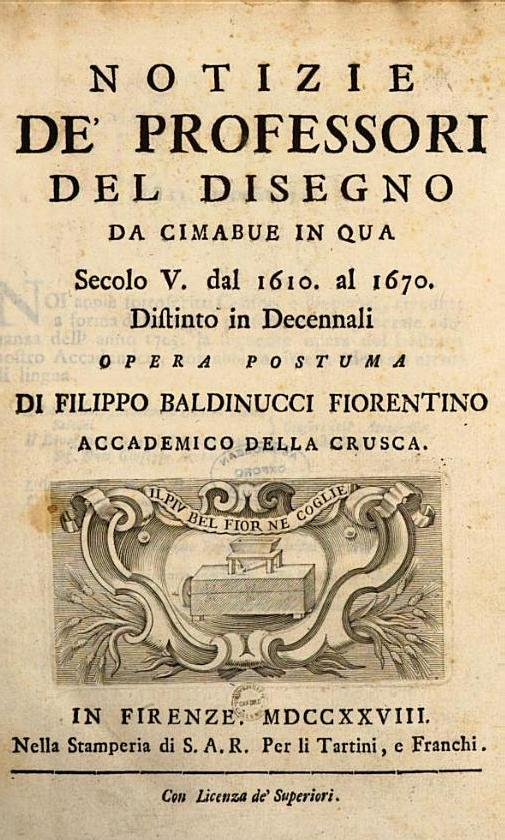
Titelpagina van Notizie de' Professori del Disegno, Da Cimabue in qua, Secolo V. dal 1610. al 1670. Distinto in Decennali. Stamperia SAR per li Tartini, e Franchi (1681)

Notizie de' Professori del Disegno, Da Cimabue in qua is een literair werk geschreven door Filippo Baldinucci. Het is een belangrijke bron van kunstenaarsbiografieën van schilders uit de barok.
De volledige titel luidt: Notizie de' Professori del Disegno, Da Cimabue in qua, Secolo V. dal 1610. al 1670. Distinto in Decennali. (Notities over de kunstenaars, Van Cimubue tot nu). Het is een belangrijke kunstbiografie van barokschilders. Geschreven door Baldinucci, een erudiete Florentijnse professor van de Accademia della Crusca. De tekst weidt vaak uit, is breedsprakig en bevat feitelijke fouten. Desondanks is het een bron van verhalen over met name de barokschilders uit de 17e eeuw, de tijd van Baldinucci.
Tientallen Vlaamse en Nederlandse schilders, waaronder Rembrandt, werden door Baldinucci opgenomen. Hoewel Baldinucci maar enkele van deze noordelijke schilders tijdens hun reizen naar Italië heeft ontmoet, heeft hij veel Nederlandse en Vlaamse kunstenaars overgenomen van anderen. Zo gebruikte hij de biografische aantekeningen onder de portretten gegraveerd door Jan Meyssens, wiens werk populair was. De gravures van Meyssens werden ook hergebruikt door Cornelis de Bie voor diens boek Het Gulden Kabinet uit 1682.
Baldinucci nam zowel Meyssens als De Bie  op in zijn boek (Cornelis de Bie komt voor in de tekst over zijn vader "Adriano de Bie"). De editie van 1681, die postuum werd uitgegeven, bevat een lange lijst van kunstenaars. In volgorde van verschijning in de tekst:

## Decennale II
- Giovanni da San Giovanni; p. 1
- Gian Lorenzo Bernini; p. 54
- Giovanni Biliverti; p. 68
- Fra Arsenio Mascagni ( Donato Mascagni ); p. 79
- Agostino Bugiardini; p. 83
- Astolfo Petrazzi; p. 85
- Astasio Fontebuoni ( Anastasio Fuontebuoni ); p. 86
- Rutilio Manetti; p. 92
- Gherardo Silvani; p. 93
- Jacopo Callot ( Jacques Callot ); p. 109
  - Kunstenaars uit de lage landen
  - Francesco Snyders ( Frans Snyders ); p. 120
  - Guglielmo de Nicolant ( Willem van Nieulandt (II) ); p. 120
  - Adamo Willaerts ( Adam Willaerts ); p. 120
  - Gasparo Cleayer ( Gaspar de Crayer ); p. 120
  - Rolando Saveri ( Roelant Savery ); p. 121
  - Enrico Van der Borcht ( Hendrik vander Borght de Oudere ); p. 121
- Jacopo Ernesto Thoman de Hagelstein ( Jakob Ernst Thomann von Hagelstein ); p. 121
- Giovanni Stefano Marucelli; p. 122
- Giovanni Cocapani; p. 123
- Sigismondo Coccapani; p. 132
- Chiarisimo d'Antonio Fancelli; p. 136
- Orazio Mochi; p. 137
- Raffaello Curradi; p. 138
- Ottavio Vannini; p. 141
- Giovanni Lanfranco; p. 151
  - Kunstenaars uit Genua en zijn territoria
  - Sinibaldo Scorza; p. 154
  - Giovanni Andrea Ansaldo; blz. 156
  - Bernardo Strozzi; op. 157
  - Giovanni Maria Bottala; p. 159
  - Luciano Di Silvestro Bolzone; p. 159
  - Giovambatista Capellino (  Giovanni Domenico Capellino ? ); p. 161

## Decennale III
- Fra Giovanni Battista Stefaneschi; p. 163
- Monsu Giusto Subtermans ( Justus Sustermans ); p. 167
- Michelangelo Cerquozzi; p. 189
  - Kunstenaars uit de Lage Landen
  - Adriano van Utrecht ( Adriaen van Utrecht ); p. 197
  - Giovanni Guglielmo Bawr ( Johann Wilhelm Baur, Straatsburg ); p. 197
  - Niccola Canupfer, ( Nikolaus Knüpfer ); p. 197
  - Jacopo di Giordano / Giacomo Giordans ( Jacob Jordaens ); p. 197
  - Baldazarr Gerbier ( Balthazar Gerbier ); p. 197
  - Lionardo Bramer ( Leonard Bramer ); p. 197
  - Adriano de Bie ( Adriaen de Bie, vader van Cornelis de Bie ); p. 198
  - Adriano Vander Venne, ( Adriaen van de Venne ); p. 198
  - Gheraldo Honthorst ( Gerard van Honthorst ); p. 198
  - Pietro Snayers ( Peter Snayers ); p. 198
  - Jacopo Vrancqaert ( Jacob Franquart ); p. 198
- Francesco Lauri; p. 199
- Francesco Rustici; p. 200
- Snyders D'Anversa, ( Frans Snyders ); p. 201
- Giovambatista Vanni; ( Giovanni Battista Vanni ); p. 201
- Cesar Dandini; p. 210
- Felice Ficherelli; p. 219
- Filippo Uffembach; p. 226
- Orazio Riminaldi; p. 227
- Andrea Camassei; p. 228
- Mario Balassi; p. 233
- Cornelio Bloemaert ( Cornelis Bloemaert II ); p. 238
- Stefano della Bella; p. 242
- Giovanni Gonelli; p. 253
- Francesco Furini; p. 258
- Girolamo Curti; p. 267
- Cavalier Giovanni Francesco Barbieri ( Guercino )
- Angiol Michele Colonna; p. 276
- Antonio Vandich ( Antoon van Dyck ); p. 279
- Francesco Diquesnoy ( Frans Duquesnoy ); p. 283
- Agostino Metelli; p. 286
  - Kunstenaars uit de stad Venetië en haar territoria
  - Cavaliere Carlo Ridolfi; p. 289
  - Marc'Antonio Bassetti ( Verona ); p. 292
  - Tommaso Sandrino ( Brescia ); p. 292
  - Piero Damini, (  Pietro Damini, Castelfranco ); p. 293
  - Filippo Zaniberti ( Brescia ); p. 293
  - Matteo Ingoli ( Ravenna ); p. 294
  - Francesco Zugni, ( Francesco Zugno, Brescia); p. 294
  - Giovambatista Brisone (Padua); p. 295
  - Tiberio Tinelli
- Niccolò Possino ( Nicolas Poussin ); p. 297
  - Kunstenaars uit Genua of Ligurië
  - Giovambatista Carlone; p. 303
  - Giovacchino Axereto ( Gioacchino Assereto ); p. 304

## Decennale IV
- Angiol Maria Colomboni ( Angelo Maria Coloboni ); p. 305
- Cosimo Lotti; p. 306
- Baccio del Bianco; p. 311
- Alfonso Parigi; p. 332
- Alessandro Algardi; p. 235
- Pellegrino Piola; p. 338
- Antonio Novelli; p. 339
- Claudio Gellee ( Claude Lorrain ); p. 353
- Pietro Ricchi; p. 360
- Pietro Paulo; p. 364
- Cav. Giovanni Miel ( Jan Miel ); p. 366
- Cav. Francesco Borromino; p. 370
  - Schilders uit lage landen
  - Jacopo Backer ( Jacob Adriaensz. Backer ); p. 375
  - |Giovanni Van Hoeck, ( Jan van den Hoecke ); p. 375
  - Andriano Van Nieulaht ( Adriaen van Nieulandt de jongere ); p. 375
  - Piero Francesco of Franchoys ( Peter Franchoys ) p. 375
  - Giovanni Bot ( Jan Both ) p. 375
  - David Beck; p. 376
  - Teodoro Rombouts ( Theodoor Rombouts ); p. 376
  - Tommaso Willeborts Bossaert ( Thomas Willeboirts Bosschaert ); p. 376
  - Buonaventura di Piero ( Bonaventura Peeters ); p. 376
  - Francesco Wouters ( Frans Wouters ); p. 376
  - Andrick Andriesens ( Hendrick Andriessen ); p. 376
  - David Teniers il Giovane ( David Teniers II ); p. 376
  - Ruberto Van Hoeck ( Robert van den Hoecke ); p. 376
  - Gio Batista Van-Heil ( Jan Baptist van Heil ); p. 377
  - Pietro Meert ( Pieter Meert ); p. 377
  - Giovanni Vanden-Heckc ( Jan van den Hoecke ); p. 377
  - Carlo da Savoia ( Carel van Savoyen ); p. 377
  - Giovanni Meyssens ( Jan Meyssens ); p. 377
  - Gasparo de Wit ( Gaspar de Witte ) p. 377
  - Paolo de Ponte ( Paulus Pontius ); p. 377
  - Pietro de Jode ( Pieter de Jode II ); p. 378
  - Leone Van-Heil ( Leo van Heil ); p. 378
  - Pietro Verbrugghen ( Pieter Verbrugghen I ); p. 378
  - Simone Bosboon ( Simon Bosboom ); p. 378
  - Vincislao Hollar ( Wenceslas Hollar ); p. 378
  - Artu Chellini ( Artus Quellinus ); p. 378
  - Geraldo Segiers ( Gerard Seghers ); p. 378
  - Giovani Bylort ( Jan van Bijlert ); p. 378
  - Cornelio Poulenbourgh ( Cornelis van Poelenburch ); p. 378
  - Erasmo Chellino ( Erasmus Quellinus II ); p. 378
  - Giovanni Korsiers ( Jan Cossiers ); p. 379
  - David Bally ( David Bailey ); p. 379
  - Erasmo Saftleven ( Herman Saftleven ); p. 379
  - Giovanni Van Brochorst ( Jan Gerritsz. van Bronckhorst ); p. 379
  - Abramo Van Diepenbeck ( Abraham van Diepenbeeck ); p. 379
  - Pietro Danckerse de Ry ( Pieter Danckerts de Rij ); p. 379
  - Daniello Van-Heil ( Daniël van Heil ); p. 379
  - Cornelio Janssens ( Cornelis Janssens van Ceulen ); p. 379
  - Jacopo di Artese ( Jacques d'Arthois ); p. 379
  - Jacopo Wan Campen ( Jacob van Campen ); p. 380

## Decennale V
- Baldassare Franceschini; p. 381
  - Schilders uit de lage landen
  - Daniël Segiers ( Daniel Seghers ); p. 415
  - Jacopo Van Es ( Jacob Foppens van Es ); p. 415
  - Pietro Van Lint ( Pieter van Lint ); p. 415
  - David Ryckaert ( David Ryckaert II ); p. 416
  - Gonsalo Coques ( Gonzales Coques ); p. 416
  - Niccola de Helt Stocade ( Nicolaes de Helt Stockade ); p. 416
  - Giovambatista Van Deynum ( Jan Baptist van Deynum ); p. 416
  - Giorgio Van Son ( Joris van Son ); p. 416
  - Giovanni Van Ckesselles ( Jan van Kessel, senior ); p. 416
  - Errico Berckmans ( Hendrick Berckman ); p. 416
  - Gian Filippo Van Thielen ( Jan Philip van Thielen ); p. 417
  - Giovanni Peters ( of Pietri ); p. 417
- Pater Jacopo Cortesi ( Jacques Courtois ); p. 417
- Alfonso Boschi; p. 426
- Prete Francesco Boschi; p. 428
- Lorenzo Lippi; p. 450
- Roberto Nantevil; p. 461
- Gasparo Dughet ( Gaspard Dughet ); p. 473
- Reimbrond Vainrein (sic) ( Rembrandt van Rijn ); p. 476,
- Nicasius Bernaerts; p. 478
- Pietro Testa; p. 479
- Guobert Flynk ( Govert Flinck ); p. 484
- Cavalier Carlo Rainaldi; p. 487
- Carlo Dolci; p. 491
- Eberhart Keilhau, of Bernhardt Keil of ( Monsù Bernardo ); p. 510
- Ercole Ferrata; p. 516
- Pierfrancesco Silvani; p. 528
  - Kunstenaar uit Genua
  - Francesco Merano ( il Paggio ); p. 532
  - Giovambatista Bajardo; p. 533
  - Giovambattista Mainero; p. 533
  - Giovampaolo Oderico; p. 533
  - A. Silvestro Chiesa; p. 534
  - Giovambatista Monti; p. 534
  - Orazio da Voltri; p. 534
  - Gio. Benedetto Castiglione; p. 534
  - Anton Maria Vassallo (geleerde van Vincenzo Malo, pittore Fiammingo); p. 535
  - Valerio Castello; p. 535
  - Giulio Benso; p. 536
  - Antonio Travi, ook Antonio da Sestri; p. 536
  - Piero Andrea Torre; p. 537
  - Domenico Fiasella da Sarzana; p. 537
  - Giovanni Andrea de' Ferrari; p. 538
  - Francesco Capuro; p. 539
  - Stefano Magnasco; p. 539
  - Pier Maria Groppallo; p. 539
- Gio. Frank. Romanelli; p. 540
- Salvatore Rosa; p. 553
- Teodoro Helmbrecker ( Dirck Helmbreeker, Haarlem ); p. 592
- Livio Mehus ( Lieven Mehus )
- Diacinto Brandi (sic) ( Giacinto Brandi ); p. 613
- Francesco Allegrini; p. 614
- Ottaviano Janella; p. 616
- Matteo Withoos ( Matthias Withoos ); p. 622
- David Coninche ( David de Coninck, Antwerpen ); p. 623
- Pietro Boel ( Pieter Boel ); p. 624
- Pietro van Bredael ( Peeter van Bredael ); p. 624
- Francesco Spierre ( François Spierre ); p. 625
- Cavalieri Fra Mattia Preti; p. 633